# Flughafen Mbuji-Mayi

i7
i11
i13
Der Flughafen Mbuji-Mayi (französisch Aéroport de Mbuji-Mayi, IATA-Code: MJM, ICAO-Code: FZWA) ist der Flughafen von Mbuji-Mayi, Hauptstadt der Provinz Kasaï-Oriental in der Demokratischen Republik Kongo. Congo Airways fliegt aufgrund des schlechten Zustandes der Landebahn seit Dezember 2015 nicht mehr nach Mbuji-Mayi.

## Zwischenfälle
- Am 15. Juli 1970 wurde eine Curtiss C-46A-50-CU Commando der kongolesischen SODEMAC (Luftfahrzeugkennzeichen 9T-PLK) bei der Landung auf dem Flughafen Mbuji-Mayi irreparabel beschädigt. Es gab keine Todesfälle.[2]

- Am 17. Februar 2002 brach an einer Canadair CL-44D4 der kongolesischen Skymaster Freight Services (9Q-CTS) nach dem Start vom Flughafen Mbuji-Mayi ein Brand im Triebwerk Nr. 1 (links außen) aus. Obwohl nur ein Triebwerk ausgefallen war, flogen die Piloten teilweise mit einer Schräglage von 110 Grad bei einer Geschwindigkeit von nur 98 Knoten. Schließlich zog der Kapitän das Gas ganz heraus und machte eine sehr harte „Landung“ in einer Lichtung im Dschungel. Alle 23 Insassen, die drei Besatzungsmitglieder und 20 Passagiere auf dem angeblichen „Frachtflug“, überlebten den Unfall.[3]

- Bei einem Flugunfall am 24. Dezember 2015 verunglückte ein rund 30-jähriger Airbus A310 (9Q-CVH) der Service Air auf einem Flug von Lubumbashi nach Mbuji-Mayi bei der Landung. Beim dritten Landeversuch setzte das Flugzeug erst in der Mitte der Landebahn auf und kam rund 500 Meter nach der Piste in Wohnhäusern zum Stillstand. Acht Personen in den Wohnhäusern kamen dabei ums Leben. Es herrschte heftiger Regenfall zum Zeitpunkt des Unfalls.[4][1]